# اسفند ۱۳۸۵

## یکشنبه: ‎۲۸ اسفند۱۳۸۵(۱۸ مارس۲۰۰۷)
- دستگیری شهرام جزایری

شهرام جزایری عرب توسط مأمورین وزارت اطلاعات جمهوری اسلامی ایران در روستایی در کشور عمان دستگیر و به زندان اوین در تهران انتقال یافت. 
تلویزیون حکومتی تصاویری از پیاده شدن وی از هواپیما را پخش کرد و در پی آن شهرام جزایری در یک گفتگوی کوتاه تلویزیونی با ذکر تاریخ خبر دستگیری خود را تأیید کرد. تلویزیون جمهوری اسلامی

## سه‌شنبه: ‎۱۶ اسفند۱۳۸۵(۶ مارس۲۰۰۷)
- درگذشت رسول ملاقلی‌پور

رسول ملاقلی‌پور، کارگردان ایرانی بر اثر سکته قلبی درگذشت. ایرنا، بی‌بی‌سی فارسی
- درگذشت مجید دوامی، بنیانگذار زن روز

مجید دوامی یکی از روزنامه‌نگاران پرآوازه نیم قرن پیش ایران، در پایان هفته، در سن هفتاد و هشت سالگی، در حالی که به آلزایمر مبتلا بود، در خانه سالمندانی در نروژ درگذشت. بی‌بی‌سی فارسی

## شنبه: ‎۱۳ اسفند۱۳۸۵(۳ مارس۲۰۰۷)
- برکناری مسئولان قضایی پرونده شهرام جزایری

محمود هاشمی شاهرودی، رئیس قوه قضاییه جمهوری اسلامی ایران، در نامه‌ای به رئیس دادگستری کل تهران، فهرست قضات برکنارشده در رابطه با پرونده شهرام جزایری را اعلام کرد. ایسنا